# Clas Herlin
Clas Viktor Egidius Herlin, född 1 september 1879 i Stockholm, död där 27 december 1960 i Engelbrekts församling, var en svensk ingenjör och företagsledare.
Egidius Herlin var son till fabrikör Viktor Herlin och Christina Nilson. Han tog examen från Kungliga Tekniska högskolan 1901, var driftsingenjör vid Nitroglycerin AB:s dynamitfabrik 1901-1914, disponentassistent vid AB Bofors Nobelkrut 1914-1920, disponent och verkställande direktör där 1920-1936 samt vice VD för AB Bofors 1932-1936. Han var därefter VD för Irano Swedish Company AB 1936-1950, ekonomidirektör där 1951-1954 och vice VD från 1955.